# Mount & Blade

## Mount & Blade
Mount & Blade är ett PC-spel utvecklat av turkiska TaleWorlds som utgavs den 19 september 2008 av Paradox Interactive.
Mount & Blade är både ett rollspel och ett sandlådespel vilket innebär att man inte har något speciellt mål, man är istället fri att utveckla karaktären i den inriktningen man själv vill och skriva sin egen historia. 
Spelet utspelar sig i det fiktiva landet Calradia där ett inbördeskrig pågår. Bland kungar och vasaller får spelaren möjligheten att skapa sin egen armé, slåss om makten och skapa en egen stat om den så vill.
Spelet är ett rollspel vilket innebär att man skapar sin egen karaktär och utvecklar den som man vill. Man kan utveckla sin karaktär genom att slåss vilket ger erfarenhetspoäng som leder till ens karaktärs nästa nivå. Då ens karaktär har nått nästa nivå kan man öka karaktärens färdigheter vilket gör den starkare. När man vinner strider får man även pengar, byten och kännedom. Med pengarna kan man köpa bland annat utrustning, mat och betala löner till sina soldater. Bytet kan användas, eller säljas för pengar i städer och byar. Med kännedom utökas förmågan att styra trupper vilket leder till större arméer.
Mount & Blade är även känt för sitt smarta stridssystem eftersom då man är fotsoldat eller ryttare påverkas slagen och blockeringarna av hur man rör musen och när man klickar på musknappen.
I spelet finns fem stater och de är:
- Kingdom of Nords, ett kungarike som har inspirerats av medeltidens norden.
- Kingdom of Vaegir, ett kungarike som har inspirerats av medeltidens slaviska länder.
- Kingdom of Rhodoks, ett kungarike som har inspirerats av medeltidens italienska stater.
- Kingdom of Swadia, ett kungarike vilket påminner om medeltidens Tyskland och Frankrike.
- Khergit Khanate, ett khanat som påminner om de nomadiska mongolernas khanat under medeltiden.

## Mount & Blade: Warband
Warband är en fristående expansion som släpptes 2010. Expansionen introducerar ett multiplayer-läge med upp till 64 spelare. Landet Calradia är omgjort för att ge plats åt en sjätte ny stat, Sarranid Sultanate, inspirerad av den arabiska medeltiden. Utöver en mängd nya sorters vapen och proviant utökar expansionen också interaktionen mellan staterna med möjlighet till att ha äktenskap. Spelaren kan nu också välja att skapa sin egen stat och de kringströvande banditerna slår upp egna läger utspridda över landet.

## Mount & Blade: With Fire & Sword
With Fire & Sword är ytterligare en fristående expansion till Mount & Blade. Skillnaden denna gång är bland annat att spelet inte längre utspelas i den fiktiva världen Calradia, utan i 1600-talets Östeuropa med fem nya verkliga riken. Då spelet försöker spegla den verkliga situationen i Östeuropa under de Nordiska krigen så har eldvapen tillkommit. 
De nya kungadömena är:
- The Kingdom of Sweden
- The Crimean Khanate
- The Tsardom of Moscow
- The Cossack Hetmanate
- The Polish-Lithuanian Commonwealth

With Fire & Sword släpptes 5 april 2011. 